# Isole Rat
Le Isole Rat (in aleutino: Qax̂um tanangis) sono un gruppo di isole vulcaniche dell'arcipelago delle Aleutine, nel Mare di Bering. Amministrativamente fanno parte dello Stato dell'Alaska (Stati Uniti). Si trovano tra l'isola di Buldir e il gruppo delle Near - a ovest - e lo stretto di Amchitka e le isole Andreanof - ad est.
Nessuna delle Isole Rat è abitata.
Da ovest a est, in ordine di grandezza, le Isole Rat sono: 
- Kiska
- Little Kiska
- Segula
- Rat (o Krycij)
- Khvostof
- Davidof
- Little Sitkin
- Amchitka
- Semisopochnoi

Il nome Rat (ratto in italiano) è la traduzione inglese del nome con cui il capitano Fëdor Petrovič Litke battezzò queste isole durante un suo viaggio nel 1827. La scelta di tale nome era giustificata dall'enorme colonia di ratti che popolava queste isole. Dal 2009 pare che i ratti siano completamente scomparsi da questi territori, dopo una imponente opera di derattizzazione per preservare gli uccelli nidificanti nelle isole.
Le Isole Rat, essendo posizionate lungo il confine della placca tettonica del nord Pacifico, sono spesso soggette a forti scosse telluriche. Nel 1965, ci fu un terremoto con una magnitudine di 8,7 della scala Richter.